# Culoptila kimminsi
Culoptila kimminsi är en nattsländeart som beskrevs av Donald G. Denning 1965. Culoptila kimminsi ingår i släktet Culoptila och familjen stenhusnattsländor. Inga underarter finns listade i Catalogue of Life.